# Axel Jansson (socialdemokrat)
Axel Filip Jansson (i riksdagen kallad Jansson i Hällefors, senare Jansson i Tumba), född 3 juli 1889 i Färnebo församling, Värmlands län, död 5 december 1958 i Tumba, Botkyrka församling, var en svensk politiker (socialdemokrat) och ombudsman.
Axel Jansson var ledamot av andra kammaren mandatperioderna 1941–1944 och 1949–1953 och av första kammaren från 1954. Han är begravd på Hällefors norra kyrkogård.